# يوهان جورج أوقست ويرث
يوهان جورج أوقست ويرث هو كاتب ومؤلف وصحفي وسياسي ألماني، ولد في 20 نوفمبر 1798 في هوف في ألمانيا، وتوفي في 17 مايو 1848 في فرانكفورت في ألمانيا. انتخب عضو برلمان فرانكفورت ‏.